# Volker Engelhardt
Gustav Volker Engelhardt (* 13. September 1910 in Wurzen; † 29. November 1983 ebenda) war ein deutscher Künstler, Maler und  Graphiker. Er lebte und wirkte überwiegend in seiner Heimatstadt.

## Leben und Wirken

### Kindheit, Jugend, Studium
Volker Engelhardt kam als Sohn von Hermann Engelhardt (1869–1953), Diplomingenieur in der Maschinenfabrik Wurzen, und von Margarethe Engelhardt (geborene Rieß, 1876–1949) zur Welt. Sein Großvater Hermann Gustav Rieß war Konrektor am Königlich Gymnasium in Wurzen. Nach dem Abitur am Staatsgymnasium in Wurzen (1929) studierte er ab 1930 an der Staatlichen Akademie für Graphische Künste und Buchgewerbe (heute Hochschule für Grafik und Buchkunst Leipzig); er war Student in den Meisterklassen von Paul Horst-Schulze und Walter Tiemann. Das Studium schloss er im Februar 1937 regulär ab. Ab 1. Mai 1933 war er Mitglied der NSDAP. 

### Erste berufliche Tätigkeit
1937 entwarf und realisierte Engelhardt ein dreiteiliges Bleiglasfenster in der damaligen Stadtsparkasse Wurzen, Schweizergartenstraße 2, Ecke August-Fleischer-Straße. Ab November 1938 bis 1943 war er als Ausstellungsleiter für die jährlichen überregionalen Kunstausstellungen Wurzen zuständig, ab der vierten Ausstellung zusätzlich als Kurator.

### 1939 bis 1947
Zu Beginn des Zweiten Weltkrieges wurde der kleinwüchsige Engelhardt zum Ersatzdienst eingezogen, von da an führte er bis 1944 sein persönliches Kriegstagebuch. 1945 verhaftete ihn der NKWD, er wurde inhaftiert in Bautzen (Lager für Spezialkontingent Nr. 4) und in Tost (heute Toszek). Dank seiner Zeichenkunst – er porträtierte sowjetische Offiziere – erhielt eine bessere Verpflegung. Nach Auflösung des Lagers kehrte er nach Wurzen zurück. 1946 wurde Engelhardt Mitglied der CDU und war im Ortsbeirat, im Kreisverband und in Ausschüssen der Stadtverordneten-Versammlung aktiv. Er schuf – wohl mit Auftrag – Porträts der Politiker Otto Nuschke und Wilhelm Pieck (beide verschollen).

### Seit 1948
Engelhardt wurde als freischaffender Grafiker tätig, so für das heutige Kulturhistorische Museum Wurzen, für Unternehmen und Institutionen der Region. Er schuf Beschriftungen für die Stadtbibliothek, für das Viktoria-Theater, für die 850-Jahr-Feier des Wurzner Doms und ein Corporate Design für die CDU. Er war etwa für das Albert-Kuntz-Kombinat und für die Klinik in Thallwitz tätig und gestaltete sowohl Wandbilder für die katholische Herz-Jesu-Kirche in Wurzen als auch eine Gedenktafel für die gefallenen Mitglieder der Kirchgemeinde, der evangelisch-lutherischen St.-Wenceslai-Kirche Wurzen. 
Seit 1950 war Engelhardt als Grafiker für die CDU-Regionalzeitung Die Union sowie als Gestalter für die CDU-Regionalzeitung Der Neue Weg tätig. Er gestaltete Vignetten und Illustrationen zu Beiträgen in der Wurzener Regional-Zeitschrift Rundblick. Er engagierte sich in der Denkmalpflege und kulturpolitisch in seiner Heimatstadt. 
Zunehmend widmete sich Engelhardt seinem künstlerischen Schaffen. So entstanden in den 1950er und 1960er Jahren bei zahlreichen Reisen viele Skizzenbücher mit Landschaftsmotiven von Ostsee, Rügen, Hiddensee, Harz, Thüringer Wald und Prenzlau.
1959 realisierte er einen Auftrag der Volkshochschule Wurzen für eine Wandgestaltung. 1961 war Volker Engelhardt für die komplette künstlerische und grafische Gestaltung der 1000-Jahr-Feier Wurzens verantwortlich; er entwarf die zugehörige Festplakette. 1972 schuf er aus farbigen Keramikfliesen eine abstrakte Wandgestaltung für die Volksschwimmhalle Wurzen (die Jahre später dem Umbau zum Opfer fiel).
Bis kurz vor seinem Tod mit 73 Jahren fertigte Engelhardt auftragsgemäß Porträts und Tierbilder. Sein Grab befindet sich auf dem Friedhof in Wurzen.

### Privates
Volker Engelhardt lebte in der Villa seiner Eltern in der Hindenburgstraße 19 (heute Straße des Friedens 19 in Wurzen). Er heiratete am 4. Juni 1955 die sechzehn Jahre jüngere Ellen Schroeder aus Berlin/Prenzlau. Diese verstarb 2011.
Engelhardts Leben war von etlichen Schwierigkeiten aufgrund seiner Kleinwüchsigkeit geprägt. Zugleich verhinderte diese aber seine Einberufung zum Militär- und Kriegsdienst und die damit verbundenen Folgen.

## Ausstellungen
- 1938: Kunstausstellung des Kreises Grimma[3]
- 2011: Gedenk-Ausstellung der Stadt zum 100. Geburtstag des Malers und Grafikers, vom 6. März bis 15. April 2011, in der Städtischen Galerie im Historischen Rathaus Wurzen.[4]

## Veröffentlichungen
- Kleine Studienfahrt am Main und Rhein. Staatliche Akademie für graphische Künste und Buchgewerbe, Leipzig 1933, DNB 579347265.
- Das Alte Rathaus. Linolschnitt. In: In der tausendjährigen Stadt – Wurzen 961–1961. Mappe mit 18 Linolschnitten von Wurzener Ansichten. (Arbeiten von Rudolf Wiegand, Hans Thust, Volker Engelhardt, Hans-Peter Zoche, Hans-Peter Hund, Arno Strassberger und Egon Peisker.) Hrsg. Redaktion Der Rundblick und Arbeitskreis für Bildende Kunst im Deutschen Kulturbund. Wurzen 1961(?).